# Римини
Рѝмини (на италиански: Rimini; на латински: Arminium, Ариминум) е град и община в региона Емилия-Романя, Италия и столица на едноименната провинция Римини. Намира се на Адриатическото крайбрежие и има население от 149 211 души (1 януари 2023).

## Забележителности
Римини е може би най-известният курорт на италианската Адриатическа Ривиера. Част от забележителностите на града са катедралата Tempio Malatestiano (построена през XIII век в готически стил, по-късно е преправена и не е довършена до днес), арката на Август (построена през 27 г. пр.н.е., с височина 9,92 м и широчина 8,45 м), моста на Тиберий (изграден е от камък и съдържа пет арки и много масивни колони), амфитеатъра (построен е през II век и е пригоден за над 15 000 зрители), замъка Сисмондо (започнат през 1437 г., като строенето му продължава 15 години, по-късно е използван като затвор) и площада Кавур. Има също и множество църкви.

## Спорт
Представителният футболен отбор на града се казва ФК Римини Калчо.

## Известни личности
Родени
- Уго Прат (1927 – 1995), автор на комикси
- Федерико Фелини (1920 – 1993), кинорежисьор

## Побратимени градове
- Линшьопинг, Швеция